# 君に夢中
「君に夢中」（きみにむちゅう）は、2021年11月26日に配信限定シングルとしてリリースされた宇多田ヒカルの楽曲。TBS系ドラマ『最愛』の主題歌に使用されている。

## 背景
宇多田ヒカルが2021年10月放送開始のTBSドラマ『最愛』の主題歌を担当することは、同年9月17日にアナウンスされた。この時点で楽曲タイトルは発表されていなかったが、その後楽曲が初解禁となるドラマ初回放送日の10月15日の朝に公表された。ドラマが第5話放送を迎える11月12日午前0時には、宇多田にとって8枚目となるオリジナル・アルバムが2022年春にリリースされることが発表されたと同時に、本楽曲が2週間後の11月26日にリリースされることも明らかとなった。なおラジオ・有線でのO.Aも同時にスタートした。
楽曲の制作には「One Last Kiss」に引き続き共同プロデューサーとしてA・G・クックが参加している。ミュージックビデオは2021年12月9日にYoutubeにてプレミア公開された。MVでは、2022年1月19日配信予定のスタジオライブ「Hikaru Utada Live Sessions from Air Studios」の本編の一部と舞台裏の映像が使用されている。

## 音楽性
本楽曲はクラブ・ライクなビートを主軸にエレガントなサウンド・メイクが施されている。Numéro TOKYOの井草七海は、「クラブ・ミュージック由来のトラック・メイクであるがゆえ、キックの音は重くベースラインはうごめくようではあるのだが、スネアやタムのアタックは控えめに、まるで室内楽のように響き、楽曲のサウンドの輪郭をぐっとインテリジェントなものに仕上げている」と述べている。また本楽曲は複数の批評家やライターにより、ヒップホップ的な特徴があるという指摘がなされている。

## 批評と評価
- 音楽ジャーナリストの宇野維正は、楽曲のイントロやコード進行が宇多田の「Stay Gold」（2008年）に類似している点を指摘し、「『Stay Gold』のラップソング化」と評した[12]。
- Numéro TOKYOの井草七海は、「『これは今の日本のアーティストの中では、宇多田ヒカルにしか出せない音だ』と確信した」と述べている[11]。
- Omoinotakeの藤井怜央はInterFMのラジオ番組出演時に、本楽曲について「繰り返しの同じメロディに色んな言葉を乗せるところがヒップホップ的で今っぽい」とコメント。「ずっと活躍されている方なのに、ちゃんと現行の音楽を引っ張っていく感じがカッコいい」と称賛した[15]。

## チャート成績
本楽曲はリリース前のラジオ解禁により、リリース1週前のビルボード・ジャパンチャートにおいてラジオオンエア数2位が牽引して総合チャート「JAPAN HOT 100」84位に初登場した。11月26日に楽曲がリリースされると2021年12月1日公開（集計期間：2021年11月22日～11月28日）のチャートにおいてラジオ首位にランクアップ、ダウンロードでも1位（44,045DL）となり2冠を達成した。ほかTwitter 69位、3,613,280再生でストリーミング31位を記録し、総合では2位を獲得している。翌週のチャートでも2週連続となるダウンロード首位を獲得し、総合でも2位を維持。ストリーミングでは7,372,944再生で順位を3位にまで上げた。

## 認定と売上
|                                | 認定 (RIAJ) | 売上/再生回数 |
| ------------------------------ | ----------- | ------------- |
| ダウンロード                   | ゴールド    | 100,000* DL   |
| ストリーミング                 | 未公表      | -             |
| *認定のみに基づく売上/再生回数 |             |               |